# Техника безопасности при сварке
Техника безопасности при сварке — правила и устройства для безопасного проведения сварочных работ.

## Правила проведения работ

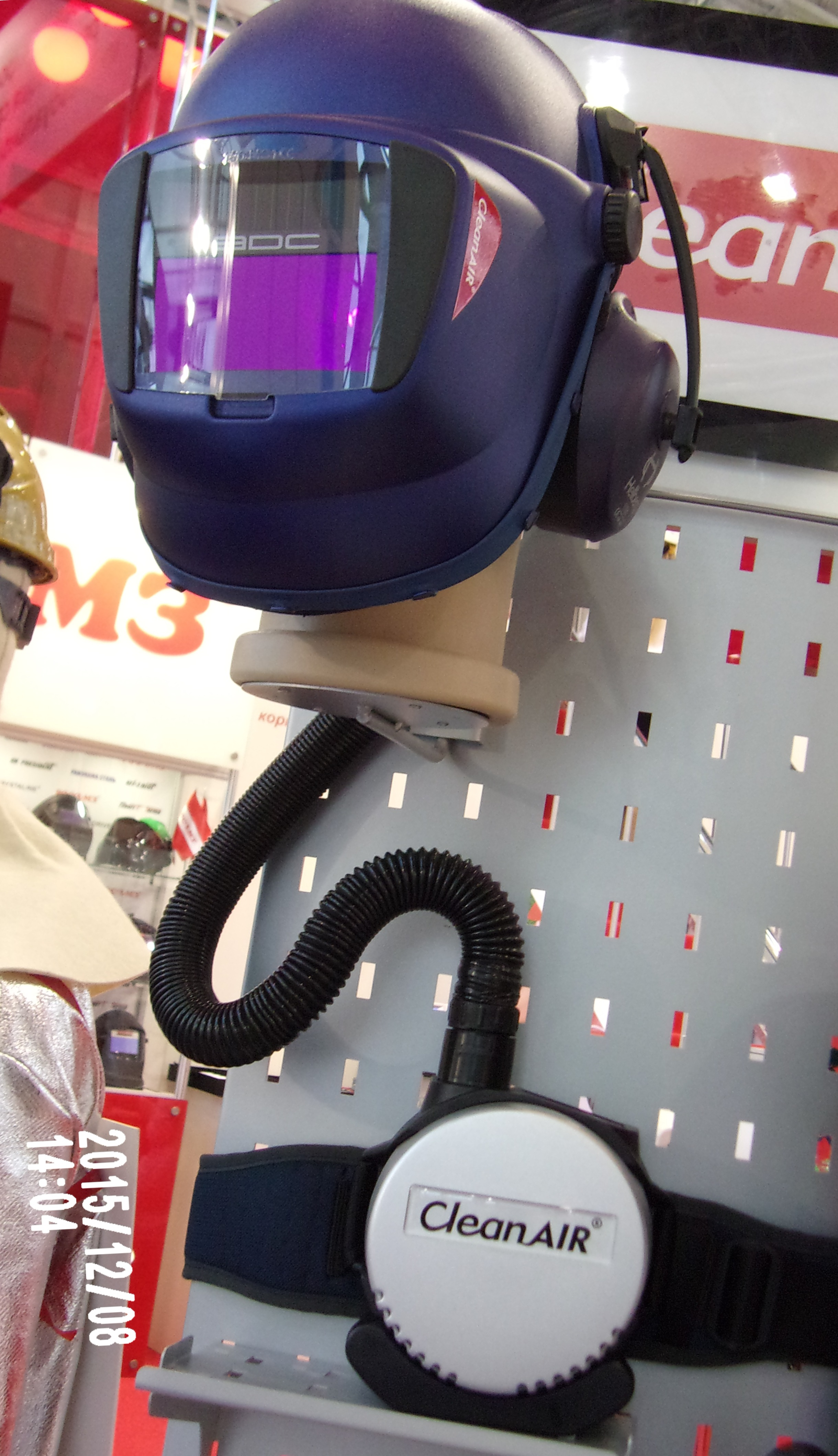
Комбинированное средство индивидуальной защиты сварщика от излучения, искр и от сварочного дыма. Состоит из специального сварочного щитка и устройства принудительной подачи отфильтрованного воздуха в зону дыхания.

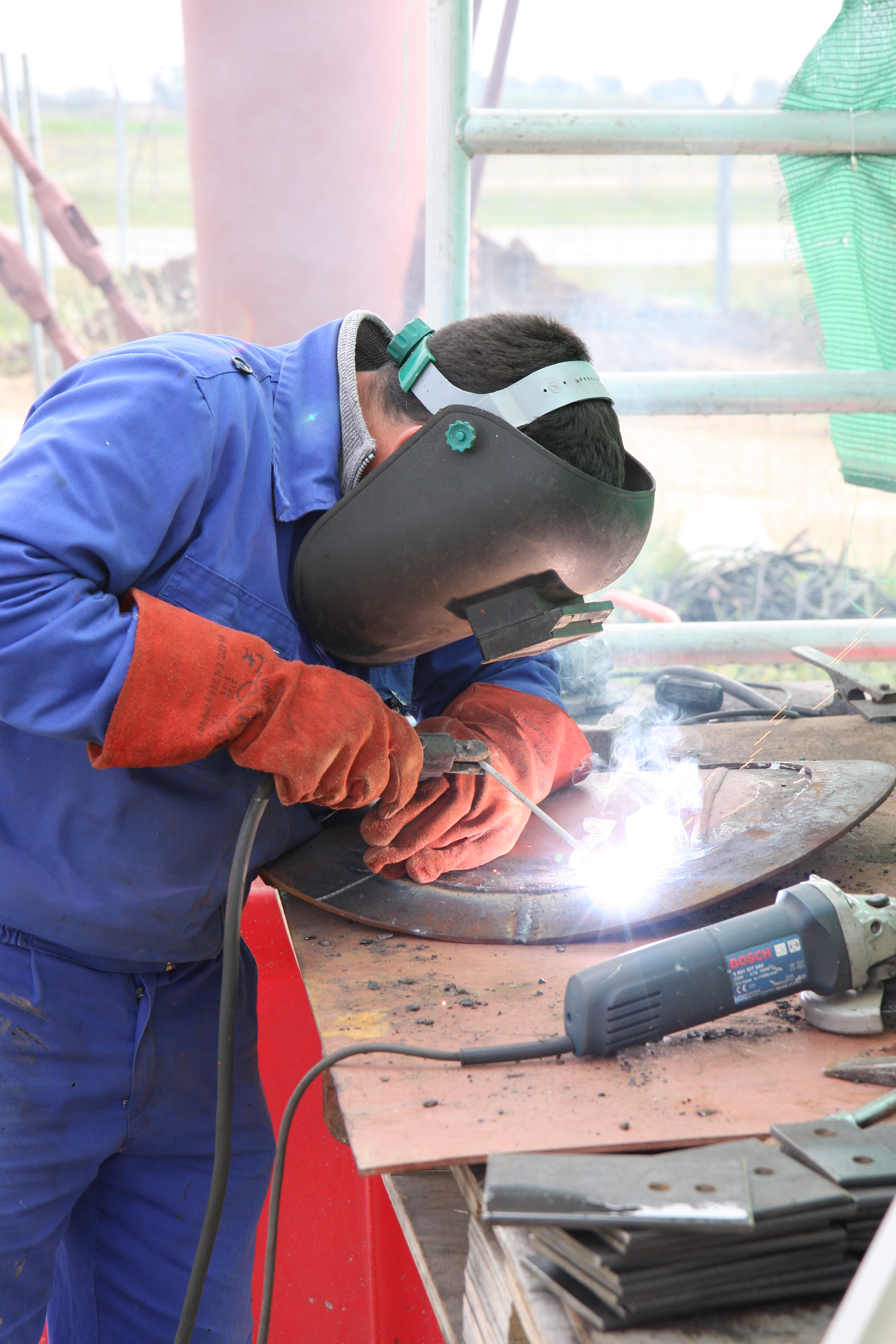
Работа сварщика в защитном костюме с маской

Проведение сварочных работ связано с повышенной опасностью для сварщика. Для предупреждения опасностей выработаны нормы для проведения работ. Перед работами сварщики проходят инструктаж, в которых дополнительно разъясняются техника безопасности  и правила безопасности работ со сварочным оборудованием. Проверяется наличие и исправность индивидуальных средств защиты, знание техники безопасности и технологии сварки.
К электросварочным работам допускаются лица достигшие 18-летнего возраста, которые прошли специальный инструктаж, имеют удостоверение на право сварки и вторую квалификационную группу по электробезопасности.
Ежегодно комиссия во главе с главным инженером и энергетиком с квалификационной группой по электробезопасности не ниже пятой проводит проверку знаний электросварщиков. По результатам проверки сварщикам продляются на год удостоверения  второй квалификационной группы по электробезопасности.
В соответствии с ГОСТ 12.3.003-86  (Система стандартов безопасности труда. Работы электросварочные), оборудование, используемое для сварки, должно соответствовать требованиям ГОСТ 12.2.003-91, ГОСТ 12.2.049-80; требования безопасности к электротехническим устройствам в соответствии с требованиями ГОСТ 12.2.007.3-75, правилами устройства электроустановок (ПУЭ), правилами технической эксплуатации электроустановок потребителей (ПТЭ) и правилами техники безопасности при эксплуатации электроустановок потребителей (ПТБ).

## Потенциальные опасности
При проведении сварки работники сталкиваются с опасностями, основными из них являются:
- возможность поражения электротоком. Для предотвращения поражения током применяется защитное заземление и зануление оборудования, наличие сухой спецодежды с обувью без металлических предметов в подошве, запрет на работу под дождем или мокрым снегом. Защитное заземление и зануление регламентируется по ГОСТ 12.1.030-81.
- воздействие излучения дуги на глаза и кожу.  Электрическая сварочная дуга испускает интенсивное излучение в широком спектре электромагнитного излучения - от инфракрасного до ультрафиолетового. Излучение может повредить глаза и стать причиной катаракты. Для защиты от излучения используются светофильтры как постоянного, так и автоматического действия (маски "хамелеон"). Защитные щитки должны быть выполнены по ГОСТ 12.4.035-78  Система стандартов безопасности труда. Щитки защитные лицевые для электросварщиков.  Мощности электромагнитных полей при сварке регламентируются  по ГОСТ 12.1.006-84.
- ожоги от брызг расплавленного металла и нагретого шлака. Для защиты от ожогов сварщики одевают спецодежду, сшитую из огнеупорной ткани,  рукавицы выполняются из плотного материала - спилка (натуральная кожа) или из брезента.
- ядовитые газы, исходящие иногда от зоны сварки и металлическая пыли в воздух. При сварке возможно выделение ядовитых газов, включающих соединения марганца, цинка, хрома, выделение металлической пыли. Для удаления газов в помещении должна работать вентиляция, а при ее отсутствии используются респираторы, дыхание через трубы с поступающим воздухом и др. Концентрации вредных веществ в воздухе рабочей зоны при выполнении сварки должны находиться в пределах допустимых концентраций (ПДК), регламентированных по ГОСТ 12.1.005-88.
- пожароопасность от расплавленных брызг металла и шлаков, нагретых свариваемых конструкций. Защита от пожаров включает в себя комплекс мер, включая наличие средств пожаротушения (вода, лопата, ящики с песком, огнетушители), удаления легкосгораемых предметов и др.
- взрывы баллонов с используемым газом, взрывы при работе около легковоспламеняющихся и взрывоопасных веществ. Устранение опасности взрывов при сварке канистр, емкостей достигается длительным выпаривание внутренности перегретым водяным паром, проверкой используемых баллонов с газом на сроки годности и др. Баллоны с используемым кислородом и ацетиленом должны быть защищены от солнечных лучей и быть установлены в отдалении от нагретых предметов.

## Надзор
В международной практике согласно ISO 14731 регламентирован надзор за проведением сварки. Лица, осуществляющие надзор за выполнением сварочных работ несут ответственность за используемую сварочную технику и все, что связано со сваркой.
По требованиям Европейская сварочной федерации для лиц, осуществляющих надзор, регламентированы минимальные требования к их обучению и аттестации:
- инженер-сварщик международной квалификации (IWE)  - руководящий документ IABH002H2000/EWFH409/SVH02;
- техник-сварщик международной квалификации (IWT) - руководящий документ IABH003H2000/EWFH410/SVH02;
- специалист-сварщик международной квалификации (IWS) - руководящий документ IABH004H2000/EWFH411/SVH02;
- инспекционный персонал сварочного производства международной квалификации (IWIP) - руководящий документ IABH041H2001/EWFH450/SVH01   
Согласно ISO 3834*5:2005 лица, ведающие надзором за сваркой и контролем качества сварки, должны пройти обучение по одной из программ: Международный инженер по сварке (IWE); Международный технолог по сварке (IWT); Международный специалист по сварке (IWS)